# Рибалочка синьобокий
Рибалочка синьобокий (Ceyx cyanopectus) — вид сиворакшоподібних птахів родини рибалочкових (Alcedinidae). Ендемік Філіппін.

## Підвиди
Виділяють два підвиди:

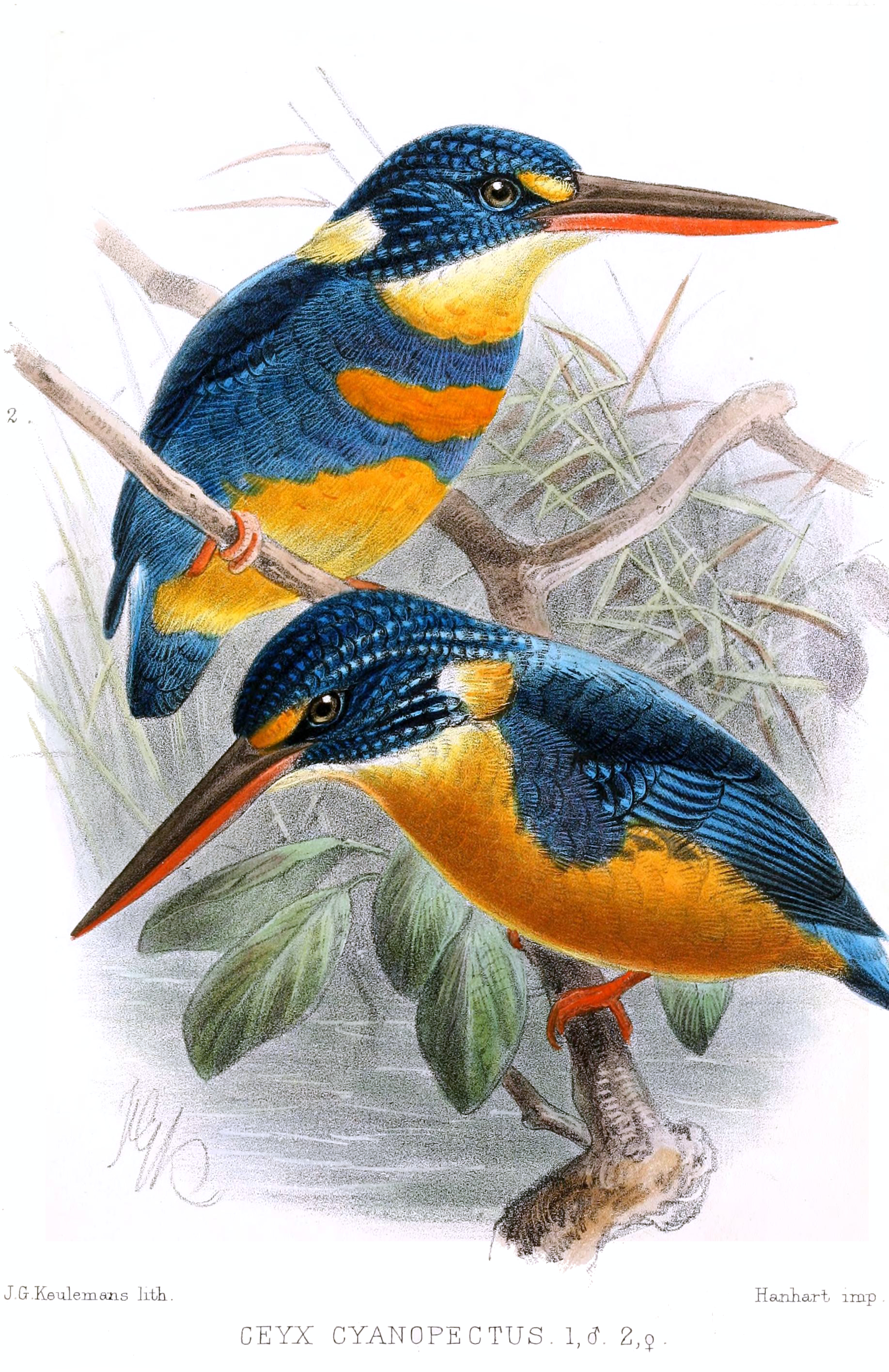
Синьобокі рибалочки

- C. c. cyanopectus Lafresnaye, 1840 — Лусон, Міндоро, Маріндук, Масбате, Полілло, Сібуян і Тікао[en] (північ Філіппінського архіпелагу);
- C. c. nigrirostris Bourns & Worcester, 1894 — острови Себу, Негрос і Панай (Вісайські острови).

Деякі дослідники виділяють підвид C. c. nigrirostris у окремий вид Ceyx nigrirostris.

## Поширення і екологія
Синьобокі рибалочки живуть на болотах та на берегах лісових струмків і озер. Зустрічаються на висоті до 1000 м над рівнем моря. Живляться водними комахами і дрібною рибою. Гніздяться в норах на берегах річок.